# Zbrodnia w Czmykosie
Zbrodnia w Czmykosie – zbrodnia dokonana przez bojówkę Ukraińskiej Powstańczej Armii przy udziale ludności ukraińskiej na polskich mieszkańcach kolonii Czmykos, położonej w powiecie lubomelskim województwa wołyńskiego, podczas rzezi wołyńskiej. W wyniku zbrodni zginęły 152-154 osoby. 

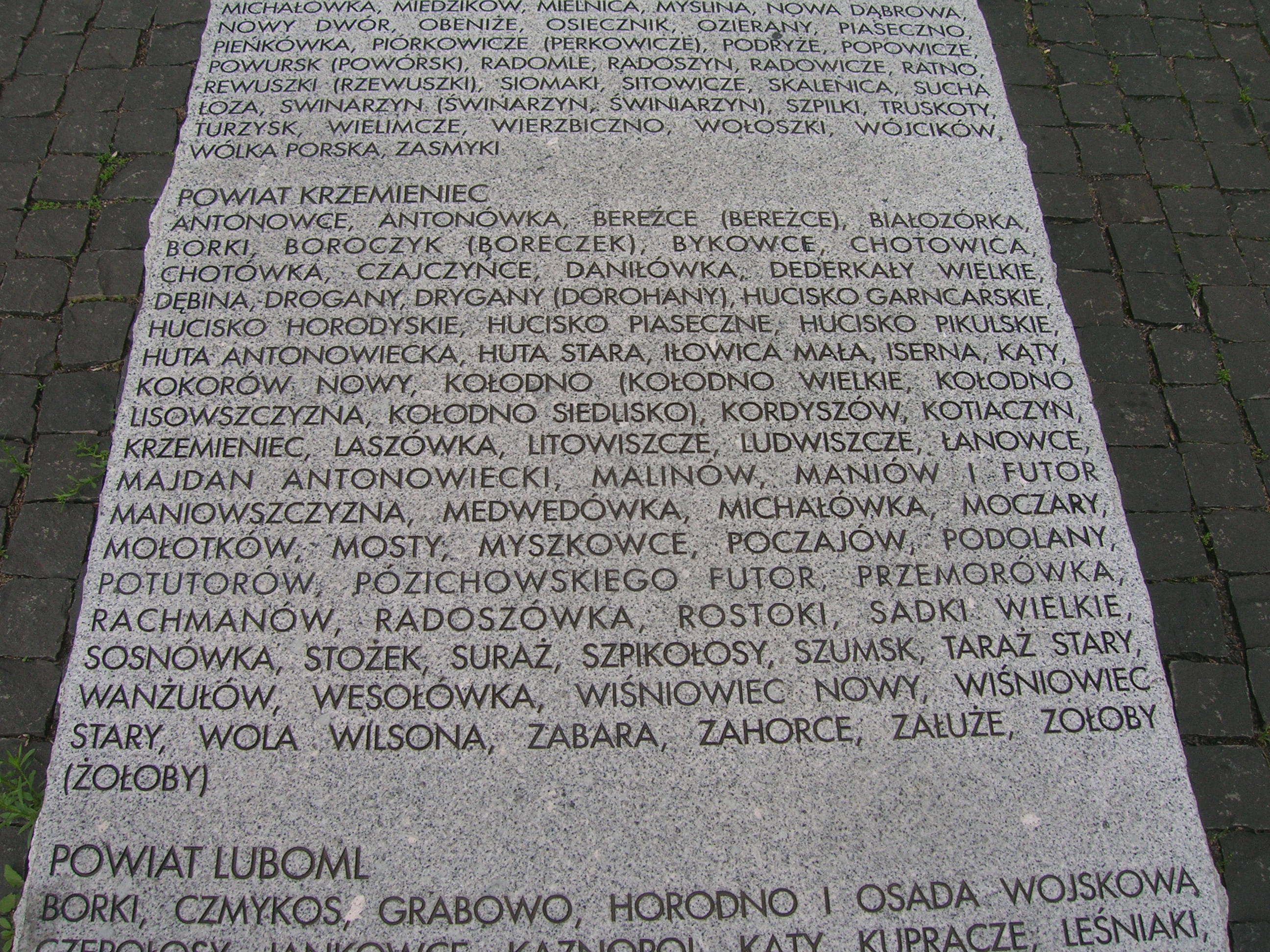
Czmykos na tablicy Pomnika Rzezi Wołyńskiej w Warszawie

29 sierpnia 1943 roku od rana miejscowi Ukraińcy sprawdzali obecność Polaków w domach. Około południa wieś została otoczona przez grupę UPA pod dowództwem sotnika Pokrowskiego oraz „Lisa”, a także przez ludność ukraińską z sąsiednich wsi. Następnie po domach rozeszły się grupy eksterminacyjne, które mordowały Polaków przy użyciu narzędzi gospodarskich. Część kobiet przed zabiciem została zgwałcona. Następnie miejscowość ograbiono, a w późniejszym czasie spalono. Około 60 osób uratowało się pomimo kordonu strzelców rozstawionych wokół kolonii.
W 1992 roku fakt dokonania zbrodni w Czmykosie potwierdziła Prokuratura Ukrainy Wołyńskiego Obwodu.